# Tragedie
Tragedia este o specie a genului dramatic, în proză sau în versuri, reprezentând personaje puternice, angajate în lupta cu destinul potrivnic, cu ordinea existentă a lumii ori cu propriile sentimente, acest conflict soluționându-se cu moartea eroului.
Tragedia este o formă de dramă caracterizată de seriozitate și demnitate care, de obicei, implică un conflict între un personaj și o putere superioară, ca de exemplu: legea, zeii, soarta sau societatea. Originile ei sunt obscure, dar, cu siguranță, este un produs al bogatelor tradiții poetice și religioase al vechii Grecii. Mai precis, originile sale pot fi regăsite în ditirambi, cânturile și dansurile care îl celebrau pe zeul grec Dionisos, mai târziu preluat de romani ca Bachus. Se crede că spectacolele acestea extatice și legate de băutură au fost create de satiri, ființe pe jumătate țapi care îl înconjurau pe Dionisos la petreceri. De asemenea, o altă origine a termenului este legată de cuvintele grecești tragos semnificând „țap” și aeidein- „a cânta”, combinate, dând „cântece ale țapilor”, din care a rezultat „tragedie”.

## Teorii ale tragicului
Filozoful grec Aristotel arată în capodopera sa Poetica faptul că tragedia are ca efect catharsis-ul (purificarea) de milă și frică a publicului datorită sentimentelor și suferințelor personajelor din opera dramatică. Nu toate operele care sunt subsumate categoriei tragice au ca rezultat acest tip de final cathartic, chiar unele dintre ele au un deznodământ neutru sau care tinde spre fericit. În orice caz, ce anume constituie o „tragedie” este o întrebare destul de frecventă. Unii sunt de părere că orice poveste cu un final trist este o tragedie, alții cred că povestea trebuie să îndeplinească o serie de cerințe pentru a putea fi considerată drept tragedie (fenomen adesea observat la Aristotel).

## Tragedia greacă

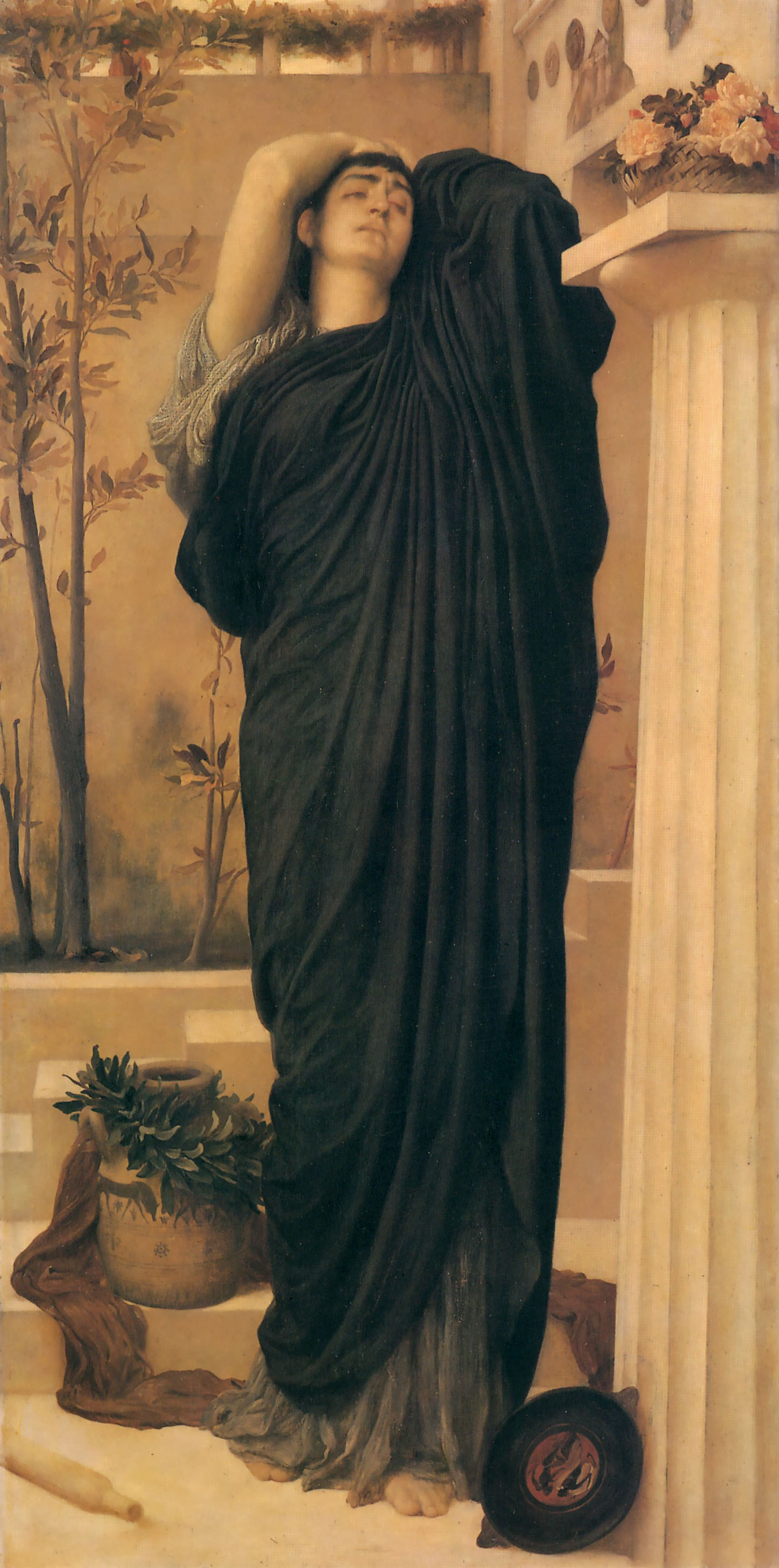
Electra la mormântul lui Agamemnon (1869)

Literatura greacă include trei mari scriitori tragici ale căror opere încă se mai păstrează: Sofocle, Euripide și Eschil. Cel mai mare festival al tragediei grecești era Dionisia, unde cei mai proeminenți dramaturgi își trimiteau de obicei creațiile, câte trei tragedii și o piesă satirică fiecare. Teatrul roman nu pare să fi continuat această tradiție. Seneca a preluat povești grecești, ca de exemplu Fedra, în piese de teatru latine. Totuși, tragediile sale au fost mai degrabă privite ca „piese de budoar”, destinate cititului într-o mai mare măsură decât reprezentării pe scenă.
Un procedeu teatral favorit al multor creatori de tragedie greci a fost ekkyklêma, un car ascuns în spatele scenei care putea fi adus pe scenă pentru a arăta consecințele unui eveniment care s-a petrecut în afara scenei. Acesta privea de obicei o crimă brutală, un act de violență care nu putea fi pus în scenă, dar ale cărui efecte trebuie să fie văzute de celelalte personaje pentru a avea înțeles și rezonanță emoțională. Un exemplu faimos al folosirii lui este omorul lui Agamemnon în prima piesă a lui Eschil, Orestia, când trupul măcelărit al regelui este adus pe scenă în procesiune pentru a fi văzut de toți. Variațiuni sunt folosite în tragedii și în alte piese până în ziua de azi și dramaturgii îl consideră folositor pentru a arăta consecințele extreme ale unor acțiuni umane.
Un alt astfel de procedeu era macaraua, mechane, care servea la ridicarea unui zeu sau a unei zeițe pe scenă când se presupunea că intra zburând. Acesta a dat naștere unei expresii: „deus ex machina” (zeul din mașinărie), adică o intervenție surprinzătoare a unui factor extern neprevăzut care schimba cursul unui eveniment.
Nietzsche și-a dedicat faimoasa carte, Nașterea tragediei, unei discuții despre originile tragediei grecești. A identificat aceste rădăcini în ritualurile primitive, în unirea forțelor apolinice și dionisiace, și a mers până la „moartea” ei odată cu Socrate.

## Tragedia din perioada Renașterii
- Antoniu și Cleopatra
- Coriolan
- Hamlet
- Iulius Caesar
- Regele Lear
- Macbeth
- Othello
- Romeo și Julieta
- Timon din Atena
- Titus Andronicus

## Tragedia de după secolul XIX
Arthur Miller se remarcă drept un scriitor de tragedii printre care se pot menționa: 
- The Crucible
- Moartea unui comis-voiajor